# César Espinoza
César Espinoza del Canto (28. září 1900 – 31. října 1993) byl chilský fotbalový brankář. Byl v nominaci chilské reprezentace na Letní olympijské hry 1928 i na Mistrovství světa ve fotbale 1930, ale v utkání nenastoupil. Celou kariéru strávil v klubu Santiago Wanderers.